# زوندراکتسیون کراکوف
زوندراکتسیون کراکوف (آلمانی: Sonderaktion Krakau) (به معنای عملیات ویژه کراکوف) نام رمزی عملیات دستگیری استادان دانشگاه و پروفسورهای شهر اشغال شده کراکوف در لهستان به دست آلمان نازی در ۶ نوامبر ۱۹۳۹ و درجنگ جهانی دوم بود.این عملیات در واقع بخشی از یک عملیات بزرگ‌تر به نام اینتلیگنتزاکتیون بود که به منظور از بین بردن نخبگان لهستانی انجام شد.

## شرح عملیات
کمی پس از اشغال لهستان در جنگ جهانی دوم، برونو مولر رئیس گشتاپو در کراکوف به تادیوش لر-اسپوافینسکی رئیس دانشگاه یاگیلونیا فرمان داد که یک سخنرانی درباره برنامه‌های آلمان برای آموزش لهستانی‌ها با حضور اساتید برگزار شود.اسپوافینسکی دعوت‌نامه‌ای برای برگزاری یک جلسه در ساختمان اداری مرکزی در کالج نووم (در عکس) به کل دانشگاه فرستاد.در ظهر ۶ نوامبر ۱۹۳۹ تمامی استادان دانشگاه و مهمانان آن‌ها در اتاق سخنرانی شماره ۵۶ دور هم گرد آمدند.این افراد شامل ۱۰۵ پروفسور و ۳۳ سخنران از دانشگاه یاگیلونیا، ۳۴ پروفسور و پزشک از دانشگاه علم و فناوری AGH، ۴ نفر از دانشگاه اقتصاد کراکوف، ۴ نفر از دانشگاه لوبلین و ویلنو و دیگران بودند.
با اینکه اساتید سالن را پر کرده بودند اما هیچ سخنرانی درباره آموزش لهستانی‌ها انجام نشد.مولر به آن‌ها گفته بود که دانشگاه اجازه ندارد یک سال جدید دانشگاهی شروع کند، و لهستانی‌ها با خصومت با علم آلمانی برخورد می‌کنند و در عمل خود سوءنیت دارند.آن‌ها در همان‌جا توسط پلیس دستگیر شدند و مورد تفتیش قرار گرفتند.برخی از این افراد در حین دستگیری با مشت و لگد یا ته قنداق تفنگ مورد ضرب و شتم قرار گرفتند.هم‌چنین ۱۳ تا ۱۵ نفر از کارکنان دانشگاه نیز در این میان دستگیر شدند.دکتر استانیسلاو کلیمتسکی فرماندار کراکوف نیز همان روز بعد از ظهر در خانه خود دستگیر شد.
در ابتدا همه آن‌ها (در مجموع ۱۸۴ نفر) را به زندانی در خیابان مونتلوپیچ فرستادند.سپس آن‌ها را به پادگانی در مازویتسا فرستادند.سه روز بعد آن‌ها را به بازداشتگاهی در برسلاو (وروتسواف کنونی) بردند و ۱۸ روز در آن‌جا نگه‌داشته شدند.گشتاپو مکان بزرگ‌تری را برای نگه‌داشتن آن‌ها نداشت بنابراین تا هنگام صدور اجازه برای فرستادن آن‌ها به اردوگاه مرگ بوخن‌والد منتظر ماند.تعدادی از آن‌ها در شب ۲۷ نوامبر ۱۹۳۹ با قطاری به اردوگاه کار اجباری زاخسنهاوزن فرستاده شدند و در مارس ۱۹۴۰ تعدادی به اردوگاه کار اجباری داخائو فرستاده شدند.

## آزادی
با اعتراضات جدی مقامات بالارتبه ایتالیا هم‌چون بنیتو موسولینی و واتیکان، ۱۰۱ پروفسور که بالای ۴۰ سال سن داشتند در ۸ فوریه ۱۹۴۰ از اردوگاه کار اجباری زاخسنهاوزن آزاد شدند.اما بسیاری از افراد سالخورده‌ای که بعدها آزاد شدند دیگر زنده نماندند. آن‌ها اکثراً به دلیل شرایط بد آب و هوایی و نبود لباس گرم یا ابتلا به دیسانتری کشته شدند.۱۲ نفر از آن‌ها در سه ماه کشته شدند.۵ نفر دیگر در روزهای آزادی کشته شدند.در مارس ۱۹۴۰ آن‌هایی که توانایی کار کردن داشتند از کراکوف به اردوگاه کار اجباری داخائو فرستاده شدند و بیشتر آن‌ها در ژانویه ۱۹۴۱ آزاد شدند.
بسیاری از افرادی که در این عملیات دستگیر شدند، پس از آزادی یک دانشگاه زیرزمینی درست کردند و ۸۰۰ دانشجو را در آن‌جا آموزش دادند.یکی از این دانشجویان کارل وتیولا بود که بعدها پاپ ژان پل دوم شد.استاد وی در آن‌جا تادیوش لر-اسپوافینسکی رئیس سابق دانشگاه یاگیلونیا بود.
امروزه پلاکی برای یادبود این واقعه در مقابل کالج نووم در دانشگاه یاگیلونیا نصب است.هر ساله در ۶ نوامبر پرچم‌های سیاه در تمامی ساختمان‌های دانشگاه برافراشته می‌شود.